# Таджики в Узбекистане
Таджи́ки в Узбекиста́не (тадж. Тоҷикони Ӯзбекистон, узб. Oʻzbekistondagi tojiklar / Ўзбекистондаги тожиклар) являются второй по численности этнической группой среди населения. Официальная статистика оценивает долю таджиков в населении Узбекистана в 4,80 % (1 млн. 657 тыс.) на 1 января 2021 года.
Часть таджикоязычных граждан Узбекистана в советский период по паспорту были записаны узбеками; особенно это часто встречалось в таких областях, как Самаркандская, Бухарская, Ферганская, Сурхандарьинская и Кашкадарьинская. Это объясняется политикой «узбекизации» в советском Узбекистане и, с другой стороны, отражает нечёткость таджикского самоопределения вне соответствующего национального государственного образования и их прагматичный подход к определению своей национальности. 

## Историческая справка
Советская и постсоветская «узбекизация» таджиков Узбекистана является продолжением давнего исторического процесса тюркизации оседлого населения оазисов Средней Азии и вытеснения персоязычия в пределы городов или отдалённые горные области. Вытеснение персо-таджикского языка происходило и со стороны других тюркских языков: например, древний персидский город Мерв перешёл на туркменский язык в XVII веке. Этот процесс особенно усилился в XIX веке и был остановлен только созданием Таджикской ССР с персоязычной элитой.
По утверждению этнографа в Ферганской долине таджики были сосредоточены в основном в западной и северо-западной частях ее:  Чуст, Ашт, Сох и их окрестности и они составляли 85% населения этих районов. На остальной территории Ферганской долины таджикские кишлаки были лишь вкраплены среди узбекских.

## Таджикский язык в Узбекистане
На сегодняшний день на таджикском языке разрешено преподавать предметы в учебных заведениях разных уровней, издавать газеты и журналы. Таджикское меньшинство Узбекистана, особенно в городской местности, также проявляет склонность к распространению активного русско-узбекско-таджикского трёхъязычия. Поскольку узбекское население Зерафшанской и Ферганской долин культурно близко таджикам, интеграция последних в узбекскую общность происходит без существенных трудностей. Официальная статистика оценивает долю этнических таджиков в населении Узбекистана в 4,80 % (1 657 тыс.) на 1 января 2021 года, но субъективная экспертная оценка американского учёного Р. Фольца предполагает, что таджики составляют до 25-30% от общей численности населения страны, приблизительно 8-11 млн чел.

### Система образования, СМИ и культура
В Сохском районе Ферганской области, который со всех сторон окружён территорией Кыргызстана, 92,2 % населения (около 74,1 тыс. человек) составляют этнические таджики. В районном центре Соха выходит еженедельная газета «Садои Сох» на таджикском языке. В районе работают 24 школы, 2 лицея и 2 колледжа с таджикским языком обучения. СМИ, школы, лицеи, колледжи и отделения высших учебных заведний на таджикском языке функционируют в некоторых районах Сурхандарьинской, Самаркандской, Бухарской, Наманганской и других областей с компактным таджикским населением. Всего в Узбекистане в 2010-х годах работали 256 таджикских общеобразовательных школ.
В Самарканде выходит таджикоязычная газета «Овози Самарканд», городской частный телеканал STV и областной государственный телеканал MTRK Samarqand частично вещают на таджикском языке.
Популярный информационный ресурс в Узбекистане — «Янги Узбекистон» — с 2021 года запустил версию сайта на таджикском языке.
В августе 2022 года в Самарканде был открыт второй памятник таджикско-персидскому поэту саманидской эпохи Абу Абдулло Рудаки.
В 2022 году в Самаркандском Государственном университете имени Ш. Рашидова было более десяти таджикских групп, в которых учатся не только самаркандцы, но и представители Таджикистана. Таджики представлены на разных уровнях государственной власти Узбекистана. Этнический таджик Абдукодир Тошкулов был министром высшего и среднего специального образования Узбекистана в 2021—2023 годах и был ректором Термезского государственного университета (2017—2021), а также сенатором Узбекистана, депутатом нижней палаты парламента Узбекистана два созыва подряд — с 2009 по 2017 годы.
В 2021 году книгу Президента Республики Таджикистан Эмомали Рахмона «Таджики в зеркале истории», перевели на узбекский язык и издали в Ташкенте.
«Ассоциация по изучению персидских обществ» (ASPS) (организация учёных, изучающих культуру и цивилизацию персоязычных обществ в области расцвета цивилизации иранских народов) поддерживает изучение персоязычных обществ Узбекистана. В августе 2025 года она собирается провести в Ташкенте конференцию по изучению персидских обществ. В высшем органе этой организации Узбекистан представляет историк Азиза Шаназарова. Возможно, в будущем конференция такого уровня будет проведена и в соседнем Таджикистане, где численно преобладает персоязычное население.

## Доля этнических таджиков по областям Узбекистана
Всего по Узбекистану — 4,80 % (1.657.000тыс.) на 1 января 2021 года, включая:
- Сурхандарьинская область — 12,46 % (334 тыс.)
- Сырдарьинская область — 9,29 % (80 тыс.)
- Наманганская область — 8,92 % (256 тыс.)
- Самаркандская область — 7,10 % (280 тыс.)
- Ферганская область — 5,85 % (224 тыс.)
- Ташкентская область — 5,53 % (165 тыс.)
- Кашкадарьинская область — 4,06 % (135 тыс.)
- Бухарская область — 3,13 % (61 тыс.)
- Джизакская область — 2,34 % (33 тыс.)
- Навоийская область — 1,42 % (14 тыс.)
- Ташкент — 1,30 % (35 тыс.)
- Андижанская область — 1,24 % (40 тыс.)
- Хорезмская область — 0,02 % (0,4 тыс.)
- Республика Каракалпакстан — 0,01 % (0,3 тыс.)

## Известные таджики Узбекистана
- Мушфики — таджикский[19] поэт-сатирик Бухарского ханства
- Ахмад Дониш — таджикский[20][21] учёный, писатель, просветитель, философ, мыслитель и поэт, государственный деятель Бухарского эмирата
- Айни, Садриддин — таджикский и советский писатель, общественный деятель и учёный, автор трудов по истории и литературе народов Средней Азии
- Пейрав Сулеймани — таджикский и советский поэт, прозаик, литератор и переводчик. Реформатор традиционной таджикской поэтической метрики
- Икрами, Джалол — таджикский и советский писатель, народный писатель Таджикской ССР
- Дехоти, Абдусалом Пирмухаммад-заде — таджикский и советский писатель и поэт
- Улуг-Зода, Сатым — таджикский и советский писатель.
- З. Раджабов, первый директор Института истории и археологии АН Узбекской ССР (1943—1945).
- М. Вахабов, секретарь Ташкентского обкома КП(б)Уз, секретарь ЦК КП(б) Узбекистана, заместитель Председателя Совета Министров Узбекской ССР, заведующий отделом Института истории и археологии АН Узбекской ССР.
- Р. Набиев (1912—1985) — таджикский советский учёный-историк, член-корреспондент АН УзССР (1952), доктор исторических наук, директор Института истории и археологии АН Узбекской ССР (1949—1952).
- Б. Валиходжаев (1932—2005) — учёный-филолог, доктор филологических наук. Академик АН Узбекистана (2000).
- Ш.Вахидов  (1932 — 2008) — учёный в области ядерной физики и космического машиностроения, академик АН Узбекистана.
- В. Абдуллаев (1912-1985), академик АН Узбекистана.
- Джамалов, Абдулхамит — участник ВОВ, полный кавалер ордена Славы.
- Али Хамраев, кинорежиссёр. Заслуженный деятель искусств Узбекской ССР[22].
- Абдукодир Тошкулов — министр высшего и среднего специального образования Узбекистана в 2021-2023 годах[16]. Ректор Термезского государственного университета с 2023 года.
- И. З. Закиров (1928—2000), доктор медицинских наук,академик АН Узбекистана[23].
- режиссер Бако Садыков[24].
- Ю. Н. Абдуллаев, в 1992—94 — первый Чрезвычайный и Полномочный Посол Республики Узбекистан в России. В 1994—2003 гг. — ректор Самаркандского института иностранных языков[25]. Ректор Самаркандского международного технологического университета с 2022 года.
- Темур Умаров, научный консультант Московского центра Карнеги, эксперт по Китаю и Центральной Азии.[26]
- Малик Ходжаев, профессор, преподаватель узбекского языка в Индианском университете (США).